# .243 Winchester Super Short Magnum
243 Winchester Super Short Magnum або 243 WSSM гвинтівковий набій представлений у 2003 році. При розробці було використано гільзу набою .300 WSM (Winchester Short Magnum) вкорочену з обтиснутим дульцем під кулю діаметром .243in/6mm. Це високошвидкісний набій створений для досягнення високих рівнів ефективності high level of efficiency. Правильна назва набою, як зазначено в Sporting Arms and Ammunition Manufacturers' Institute (SAAMI), є 243 WSSM, без десятинної крапки. Компанія Winchester припинила виробництво набою 243 WSSM. У першій половині 2016 року компанії Winchester/Olin випустили у продаж деяку кількість набоїв WSSM. Набої випускають періодично, через довільні інтервали часу.

## Конструкція
Набій 243 WSSM входить в лінійку набоїв Winchester Super Short Magnum (WSSM), де також є набої .223 WSSM та .25 WSSM, а сама ідея розробки набою 243 WSSM полягала в створенні компактного, високошвидкісного варіанту відомого набою .243 Winchester, який компанія Winchester представила в 1955 році. Вперше набій 243 WSSM було представлено у 2003 році.
Гільза набою 243 WSSM незвично коротка і товста у профіль, на відміну від більшості гвинтівкових набоїв, а тому має перевагу через повне та ефективне згоряння порохового заряду, який знаходиться у короткій, товстій стопці в гільзі.

## Продуктивність
У своїх балістичних таблиця, компанія Winchester вказує на дуже високу дулову швидкість 1240 м/с кулі вагою 3,6 г. За даними Годгдона типові швидкості знаходяться від приблизно 1200 м/с для кулі вагою 3,8 г до приблизно 910 м/с для кулі вагою 6,5 г. Процентне зростання продуктивності у порівнянні зі старим набоєм .243 Winchester приблизно 10 % або менше.
Зазвичай цей набій використовують для полювання на дрібну дичину, наприклад вармінтинг, а також для полювання на більших тварин, наприклад оленів.

## Переваги
У порівнянні з іншими заводськими спортивними набоями 6 мм, набій 243 WSSM можна використовувати у гвинтівці AR-15. Інші заводські набої 6 мм, наприклад 243 Win та 6mm Rem є занадто довгими для AR-15 і потребують платформу AR-10.
Набій 243 WSSM на 3⁄8 дюйм (9,5 мм) коротший за набій 243 Win, а тому набій 243 WSSM можна використовувати у гвинтівках з надкоротким затвором. Тому гвинтівки 243 WSSM можуть бути легшими, мати жорсткий затвор і мати швидшу автоматику.
Зазвичай набій 243 WSSM має на 10 % вищу швидкість у порівнянні з набоєм 243 Win.